# Thabang Lebese
Thabang Johnny Lebese (Soweto, 24 augustus 1973 – Johannesburg, 22 februari 2012) was een Zuid-Afrikaans voetballer. Lebese speelde gedurende zijn volledige professionele carrière in zijn geboorteland. In 1998 speelde hij tevens 1 wedstrijd voor het Zuid-Afrikaans voetbalelftal, dit tijdens de COSAFA Cup tegen Namibië.
Hij overleed in 2012, op 38-jarige leeftijd, aan een Aids-gerelateerde ziekte.